# A Lucky Songbook in Europe
A Lucky Songbook in Europe – album muzyczny amerykańskiego saksofonisty jazzowego Lucky’ego Thompsona nagrany 13 marca 1969 w studiu wytwórni MPS w Villingen. LP wydany przez MPS w 1969. 

## Muzycy
The Lucky Thompson Sextet
- Lucky Thompson – saksofon sopranowy, saksofon tenorowy
- Sadi – wibrafon, instrumenty perkusyjne
- René Thomas – gitara (oprócz 2, 6)
- Eberhard Weber – kontrabas
- Ingfried Hoffman – organy
- Stu Martin – perkusja

## Lista utworów
Strona A
| 1. | "Sauvabelin" (Lucky Thompson)                 | 6:15  |
|    |                                               |       |
| 2. | "Lady Gail" (Lucky Thompson)                  | 5:33  |
|    |                                               |       |
| 3. | "Streets od Dreams" (Sam Lewis, Victor Young) | 3:59  |
|    |                                               |       |
| 4. | "Soul City" (Lucky Thompson)                  | 5:46  |
|    |                                               |       |
|    |                                               | 21:33 |
|    |                                               |       |
Strona B
| 5. | "Easy Living" (Andy Razaf, Fats Waller, Leo Robin, Ralph Rainger) | 6:12  |
|    |                                                                   |       |
| 6. | "I Came from Sunday" (Lucky Thompson)                             | 5:20  |
|    |                                                                   |       |
| 7. | "Centre Ville" (Lucky Thompson)                                   | 6:15  |
|    |                                                                   |       |
|    |                                                                   | 17:47 |
|    |                                                                   |       |

## Informacje uzupełniające
- Producent – Joachim Ernst Berendt
- Inżynier dźwięku – Rolf Donner
- Nadzór nagrań – Willi Fruth
- Projekt okładki – Heinz Bähr
- Nota o utworach (na okładce) – Lucky Thompson
- Nota (na okładce) – Joachim Ernst Berendt
- Zdjęcia (front okładki) – Hans Harzheim
- Zdjęcia – Alf Bludschun